# Daniela Giordano (Schauspielerin, 1946)
Daniela Giordano (* 7. November 1946 in Palermo; † 18. Dezember 2022 ebenda) war eine italienische Schauspielerin.

## Leben
Giordano begann ihre Filmkarriere Ende der sechziger Jahre, nachdem sie sich bereits zur Schulzeit für künstlerische Fächer besonders interessiert hatte. Sie wurde im Jahr 1966 zur Miss Sizilien und dann zur Miss Italien gewählt. Den Titel Miss Europe, der ihr 1967 verliehen wurde, lehnte sie ab, da sie nicht weiter den damit verbundenen Verpflichtungen nachkommen wollte.
Im selben Jahr gab sie ihr Schauspiel-Debüt neben Franco & Ciccio in I barbieri di Sicilia, dem zahlreiche Gebrauchsfilme folgten, in denen sie weibliche Rollenklischees erfüllte. Bis in die 1980er Jahre war sie gelegentlich in Fernsehproduktionen zu sehen. In der Saison 2001/02 gehörte sie dem Bühnen-Ensemble um Gabriele Lavia an.
Hauptsächlich war Giordano nach 1980 als Journalistin tätig, wobei sie sich auf paranormale Phänomene konzentrierte. Sie erhielt dafür 1999 den Donald E. Keyhoe Journalism Award.
Im Dezember 2022 starb Giordano im Alter von 76 Jahren.
Die gleichnamige, 1965 geborene Schauspielerin ist nicht mit ihr verwandt.

## Auszeichnungen
- 1966: Miss Sizilien
- 1966: Miss Italien
- 1967: Miss Europa (nicht angenommen)

## Filmografie (Auswahl)
- 1967: I barbieri di Sicilia
- 1967: Play-boy
- 1968: Frau Wirtin hat auch einen Grafen
- 1968: Das Gesetz der Erbarmungslosen (Il lungo giorno del massacro)
- 1968: Ringo! Such dir einen Platz zum Sterben! (Joe… cercati un posto per morire!)
- 1969: Die fünf Gefürchteten (Un esercito di cinque uomini)
- 1969: Vedo nudo
- 1970: Bolidi sull’asfalto – A tutta birra!
- 1970: Ombre roventi
- 1970: Sartana – noch warm und schon Sand drauf (Buon funerale, amigos!… paga Sartana)
- 1970: La sfida dei MacKenna
- 1971: Un’estate un inverno (Fernsehserie)
- 1971: I quattro pistoleri di Santa Trinità
- 1971: Sein Name war Pot – aber sie nannten ihn Halleluja (Il suo nome er a Pot… ma… lo chiamavano Allegria)
- 1972: Arriva Eldorado (Scansati… a Trinità arriva Eldorado)
- 1972: Blutiger Freitag
- 1972: La casa de las muertas vivientes
- 1972: Ein Hosianna für zwei Halunken (Trinità e Sartana figli di…)
- 1972: Die merkwürdige Lebensgeschichte des Friedrich Freiherrn von der Trenck (Fernsehserie)
- 1972: Quante volte… quella notte
- 1972: Il tuo vizio è una stanza chiusa e solo io ne ho la chiave
- 1974: Blutige Magie (Malocchio)
- 1974: Das Haus der Angst (La casa della paura)
- 1974: La cameriera
- 1975: Gewalt rast durch die Stadt (Roma violenta)
- 1975: L’infermiera di mio padre
- 1975: La portiera nuda
- 1975: Il vizio ha le calze nere
- 1976: L’adolescente
- 1976: Le impiegate stradali (Batton story)
- 1976: Inquisicion
- 1976: Romeo, der tolle Stier (Un toro da monta)
- 1977: Karamurat – sein Kungfu ist tödlich (Kara Murat Şeyh Gaffar’a Karşı)
- 1978: Killer’s Gold (Dinero maldito)
- 1980: Ein Sommer auf dem Lande (Le segrete esperienze di Luca e Fanny)